# テセル島の海戦 (1694年)
テセル島の海戦（テセルとうのかいせん、英語: Battle of Texel）は大同盟戦争中の1694年6月29日、ジャン・バール率いるフランス船7隻によるフランス護送船団の奪還。この護送船団はヒッデ・ショードス・デ・フリース率いるオランダ艦隊に拿捕されていたが、バールは船団の奪回に成功した上、オランダ艦8隻のうち3隻を拿捕した。デ・フリース自身も捕虜になったが、重傷を負ったため直後に死亡した。

## 背景
1692年と1693年、フランスの農業は不作であり、飢饉と疫病を引き起こした。そのため、1693年から1694年にかけて200万人以上が死亡した。フランスはポーランド、スウェーデン、デンマークといった中立国から穀物を輸入する必要に迫られた。
1694年5月29日、ジャン・バールはノルウェーに向かって、穀物を積載した船隊120隻をフランスまで護衛する任務についた。しかし、船隊はバール艦隊を待たずに出港、中立国の船3隻（デンマーク船2隻とスウェーデン船1隻）のみが護衛した。

## 戦闘
船体は直後に戦闘もなくオランダに拿捕された。ジャン・バールは船隊を探し、6月29日の午前3時にオランダ領テセル島沖でそれを発見した。バールの艦隊が有した大砲はオランダ艦隊より少なかったが、バールは午前5時にオランダ艦隊のヒッデ・ショードス・デ・フリースの旗艦プリンス・フリーゾ（Prins Friso）を攻撃した。半時間もの間続いた激しい海戦の後、プリンス・フリーゾは拿捕され、デ・フリースは重傷を負って捕虜にされて2日後の7月1日に死亡した。オランダ船はほかにも2隻が拿捕され、残りの5隻は港に逃げ込んだ。オランダ側の損害は戦死100、負傷129、捕虜455だった。

## その後
ジャン・バールはフランス艦隊の損傷を修理した後、船隊を護衛してダンケルクに向かい、7月3日に到着した。バールは英雄として迎え入れられ、5日には息子のフランソワ＝コルニルと義兄とともにヴェルサイユ宮殿に召喚され、フランス王ルイ14世から祝賀を受けた。バールは8月4日に貴族に叙された。